# 白老町立図書館
白老町立図書館（しらおいちょうりつとしょかん）は、北海道白老郡白老町にある公立図書館。なお、本項では、前身の施設についても記述する。

## 沿革
- 1975年（昭和50年）4月6日 - 総合体育館2階会議室に「白老町図書館」開館。同日10時から開館式挙行。当時の開館時間は、水曜・土曜の13時～17時だった。
- 1980年（昭和55年）9月12日 - 中央公民館完成により、総合体育館から図書室を移設。
- 1981年（昭和56年）3月13日 - 移動図書館が配置される。
- 1982年（昭和57年）7月1日 - 『図書館法』第10条の規定に基づき、「白老町図書館条例」施行。中央公民館図書室から同公民館内に「白老町立図書館」ができる。
- 1990年（平成2年）
  - 4月 - 現在地に白老町立図書館の独立施設が完成。
  - 7月15日 - 開館式挙行。

## 開館時間
- 火曜から木曜と土日…10時～17時
- 金曜…10時～19時30分

## 休館日
- 月曜
- 蔵書整理日
- 白老例大祭開催日（9月最終日曜日）
- 年末年始
  - 臨時で休館日が変更される場合がある。

## 周辺
- 白老町総合体育館
- 白老町中央公民館
- 白老八幡神社

## アクセス
- JR室蘭本線白老駅（北口）から、徒歩735m・約13分。
- 白老町内循環福祉バス「元気号」 で、「くまがい前」バス停下車後、徒歩約315m・約6分、「白老コミセン」バス停下車後、徒歩約365m・約7分。
- 白老町役場から、635m、徒歩で約11分・車で約2分。

## 参考資料
- 『新白老町史 下巻』（白老町・1992年11月3日発行）「第7編教育と文化 第3章社会教育 第四節社会教育施設」360～361ページ「公民館」・366～367ページ「町立図書館」